# Queis (Landsberg)
Queis ist eine Ortschaft der Stadt Landsberg im Saalekreis in Sachsen-Anhalt. Sie besteht aus den Ortsteilen Queis, Kockwitz, Klepzig und Wiedersdorf. Die Ortschaft liegt an der Autobahnanschlussstelle Halle–Ost der A 14, von wo aus auch der Gewerbepark Halle-Queis unmittelbar zu erreichen ist.

## Geschichte

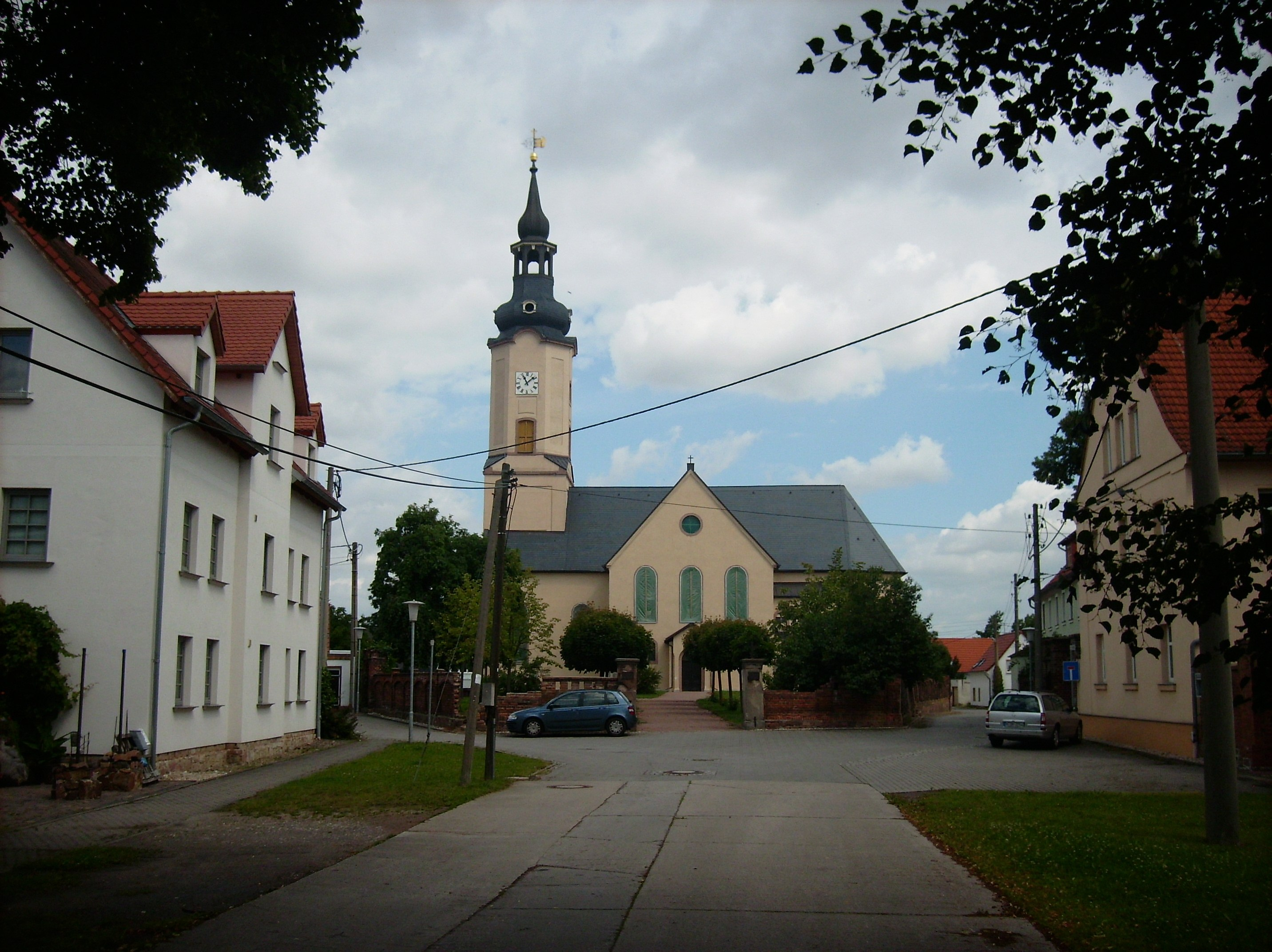
Kirche St. Marien von Klepzig

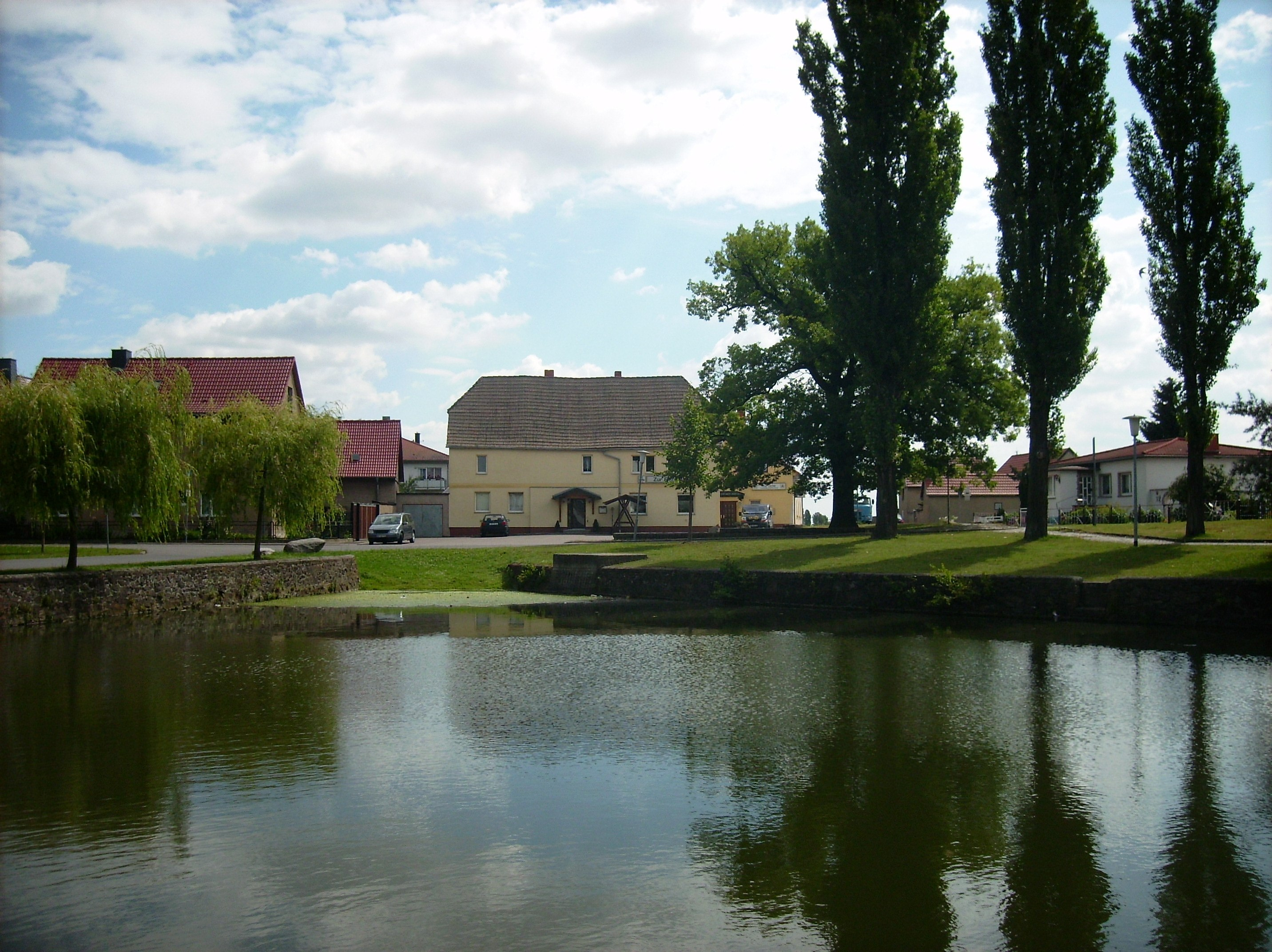
Teich in der Ortsmitte von Queis

Queis und seine heutigen Ortsteile Kockwitz, Klepzig und Wiedersdorf gehörten bis 1815 zum kursächsischen bzw. königlich-sächsischen Amt Delitzsch. Durch die Beschlüsse des Wiener Kongresses kamen die vier Orte zu Preußen und wurden 1816 dem Kreis Delitzsch im Regierungsbezirk Merseburg der Provinz Sachsen zugeteilt, zu dem sie bis 1950 gehörten. Im Zuge der ersten Kreisreform in der DDR wurden die vier Orte wie die Stadt Landsberg am 15. Juli 1950 dem neu zugeschnittenen Saalkreis zugeordnet, der 1952 zum neuen Saalkreis im Bezirk Halle kam. Die Orte Klepzig, Kockwitz, und Wiedersdorf wurden am 20. Juli 1950 nach Queis eingemeindet.
Die in der Gegend südlich von Landsberg in 40 Metern Tiefe lagernde Braunkohle war seit den 1970er-Jahren für den Abbau vorgesehen. Nach erfolgreichen Probebohrungen wurde 1981 der absolute Baustopp über Queis verhängt, da die Regierung der DDR den Aufschluss des „Tagebaus Hatzfeld“ südlich von Landsberg für das Jahr 1990 plante. Dies wäre nach den Tagebauen Delitzsch-Südwest und Breitenfeld der dritte von fünf Tagebauen im Gebiet zwischen Delitzsch im Norden und Leipzig im Süden geworden. Jedoch führte die mit der Deutschen Wiedervereinigung 1989/90 einhergehende wirtschaftliche Veränderung zu einem drastischen Rückgang des Braunkohlebedarfs, was eine vorzeitige, schnelle Stilllegung der bereits aufgeschlossenen Tagebaue Delitzsch-Südwest und Breitenfeld bis 1993 zur Folge hatte. Der 1990 geplante Aufschluss des Tagebaus Hatzfeld wurde nicht ausgeführt und der Baustopp für Queis und seine Ortsteile aufgehoben. Dadurch entstanden zwischen Queis und Klepzig neue Wohngebiete.
Die Gemeinde Queis mit den Ortsteilen Kockwitz, Klepzig und Wiedersdorf wurde am 1. Januar 2005 aus der Verwaltungsgemeinschaft Kabelske-Tal herausgelöst und fusionierte mit der Stadt Landsberg. Dadurch wurde die Verwaltungsgemeinschaft Kabelske-Tal aufgelöst.

## Wirtschaft
In Queis befinden sich das Gewerbegebiet Halle-Queis an der A 14 und das südlich anschließende Gewerbegebiet Queis-Dölbau.
Die Stadt Halle betreibt mit der Stadt Landsberg und der Gemeinde Kabelsketal mit dem Star Park, ein Industriegebiet an der A 14. Im Rahmen der Erschließungsarbeiten wurden wertvolle archäologische Ausgrabungen einer früheren Siedlung getätigt.

## Sport
Seit 1909 existiert in Queis ein Sportverein. Gegründet als „TuS Queis und Umgebung“, wurde zunächst der Turnsport betrieben, bevor im Jahr 1926 eine Handballabteilung dazukam. Seit dieser Zeit wird in Queis Handballsport betrieben. Zu den Höhepunkten zählten in den 1970er- und 1980er-Jahren mehrfach die Aufstiege in die DDR-Bezirksliga, in der 1982 die Meisterschaft errungen werden konnte. Im gleichen Jahr gelang es, im FDGB-Pokal den damaligen Zweitligisten aus Freiberg zu besiegen.
Nach der Wende spielte der Verein, der sich nunmehr in SG Queis umbenannt hatte, viele Jahre in der Verbandsliga Sachsen Anhalt-Süd, musste aber in der Saison 2008/2009 in die Bezirksliga absteigen.